# پرچم‌های ایالات مؤتلفه آمریکا
پرچم ایالات مؤتلفه آمریکا دارای سه طرح پیاپی در طول جنگ داخلی آمریکا است. این پرچم‌ها به عنوان «ستاره‌ها و میله‌ها» شناخته می‌شدند که از سال ۱۸۶۱ تا ۱۸۶۳ استفاده می‌شد. «بنر ضدزنگ»، مورد استفاده از ۱۸۶۳ تا ۱۸۶۵؛ و «بلند آغشته به خون» که در سال ۱۸۶۵ کمی پیش از انحلال مؤتلفه استفاده شد. یک طرح پرچم ملی رد شده نیز به عنوان پرچم جنگ توسط ارتش مؤتلفه استفاده شد و در طرح‌های «بنر ضدزنگ» و «بنر خون‌آلود» به نمایش درآمد. اگرچه این طرح هرگز یک پرچم ملی نبود، اما رایج‌ترین نماد مؤتلفه است.
از زمان پایان جنگ داخلی، استفاده خصوصی و رسمی از پرچم‌های مؤتلفه، به ویژه پرچم جنگ، در میان مناقشات فلسفی، سیاسی، فرهنگی و نژادی در ایالات متحده ادامه یافته است. این شامل پرچم‌های نمایش داده‌شده در ایالت‌ها می‌شود. شهرها، شهرستان‌ها و شهرستان‌ها؛ مدارس، کالج‌ها و دانشگاه‌ها؛ سازمان‌ها و انجمن‌های خصوصی؛ و افراد پرچم نبرد در پرچم‌های ایالت جورجیا و میسیسیپی نیز به چشم می‌خورد، اگرچه در سال ۲۰۰۳ توسط جورجیا و میسیسیپی در سال ۲۰۲۰ حذف شد. با این حال، طرح جدید پرچم جورجیا همچنان به تکرار اصلی «ستاره‌ها و میله‌ها» پرچم جورجیا اشاره دارد. پس از تغییر پرچم جورجیا در سال ۲۰۰۱، شهر ترنتون، جورجیا، از طرح پرچم تقریباً مشابه نسخه پیشین با پرچم جنگ استفاده کرده است.
تخمین زده می‌شود که ۵۰۰–۵۴۴ پرچم در طول جنگ داخلی توسط اتحادیه تسخیر شده است. این پرچم‌ها به وزارت جنگ در واشینگتن فرستاده شد.

## نگارخانه

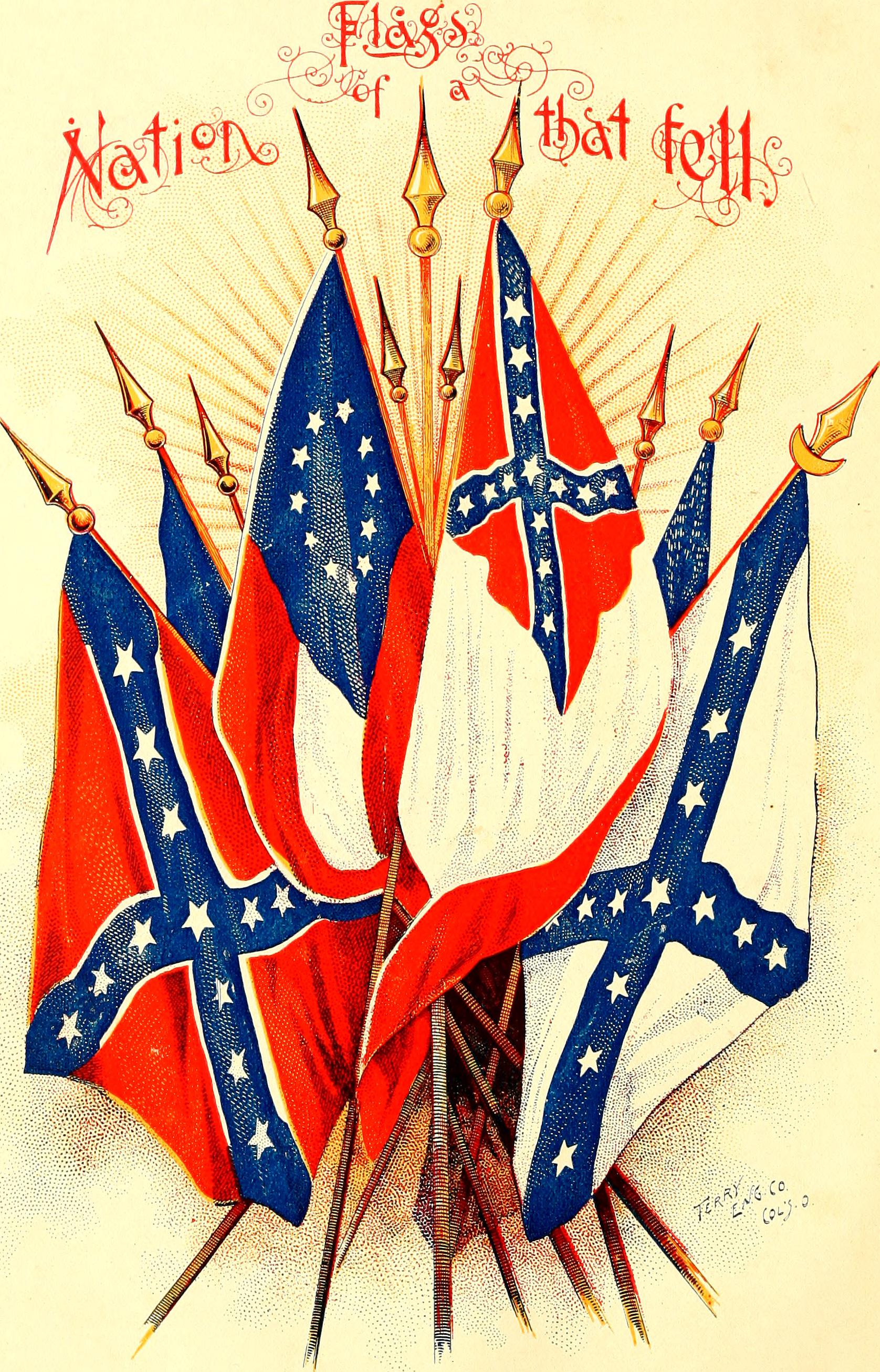
طراحی در کهنه سربازان متحد کنفدراسیون ۱۸۹۵ آلبوم سوغاتی حامی مالی
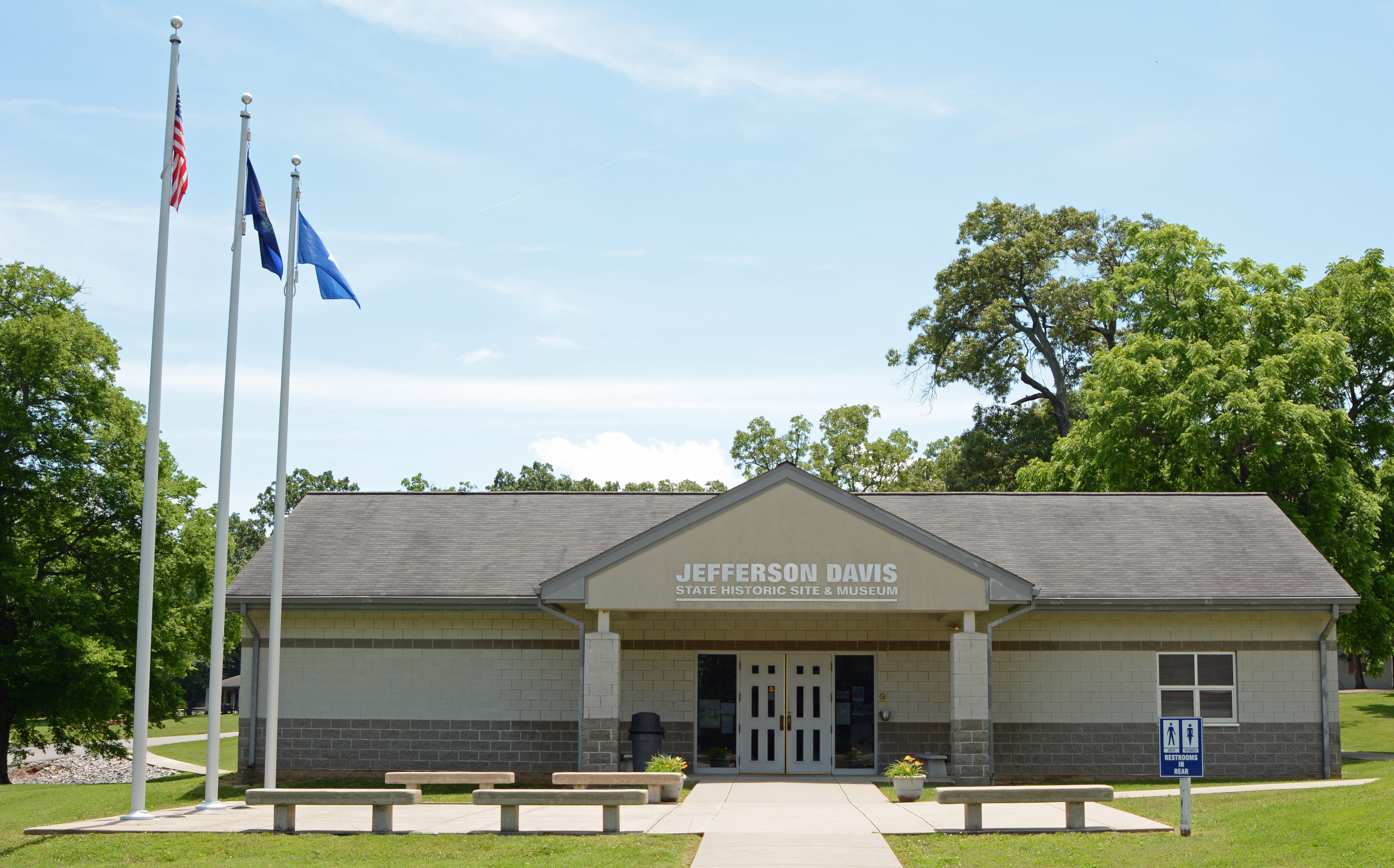
مکان و موزه ایالتی جفرسون دیویس. پرچم آبی بانی در سمت راست است.
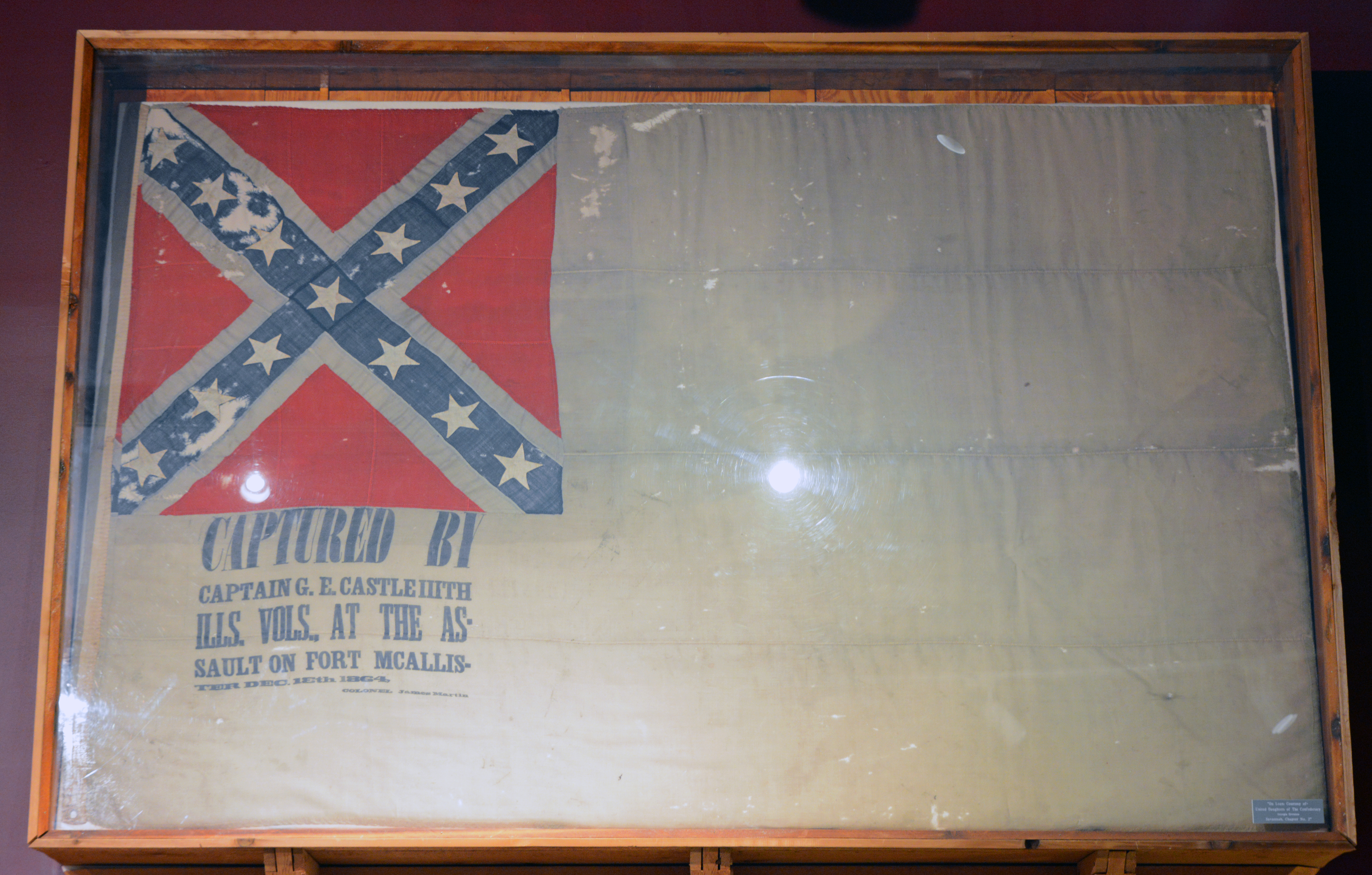
پرچم ملی کنفدراسیون فورت مک‌آلیستر
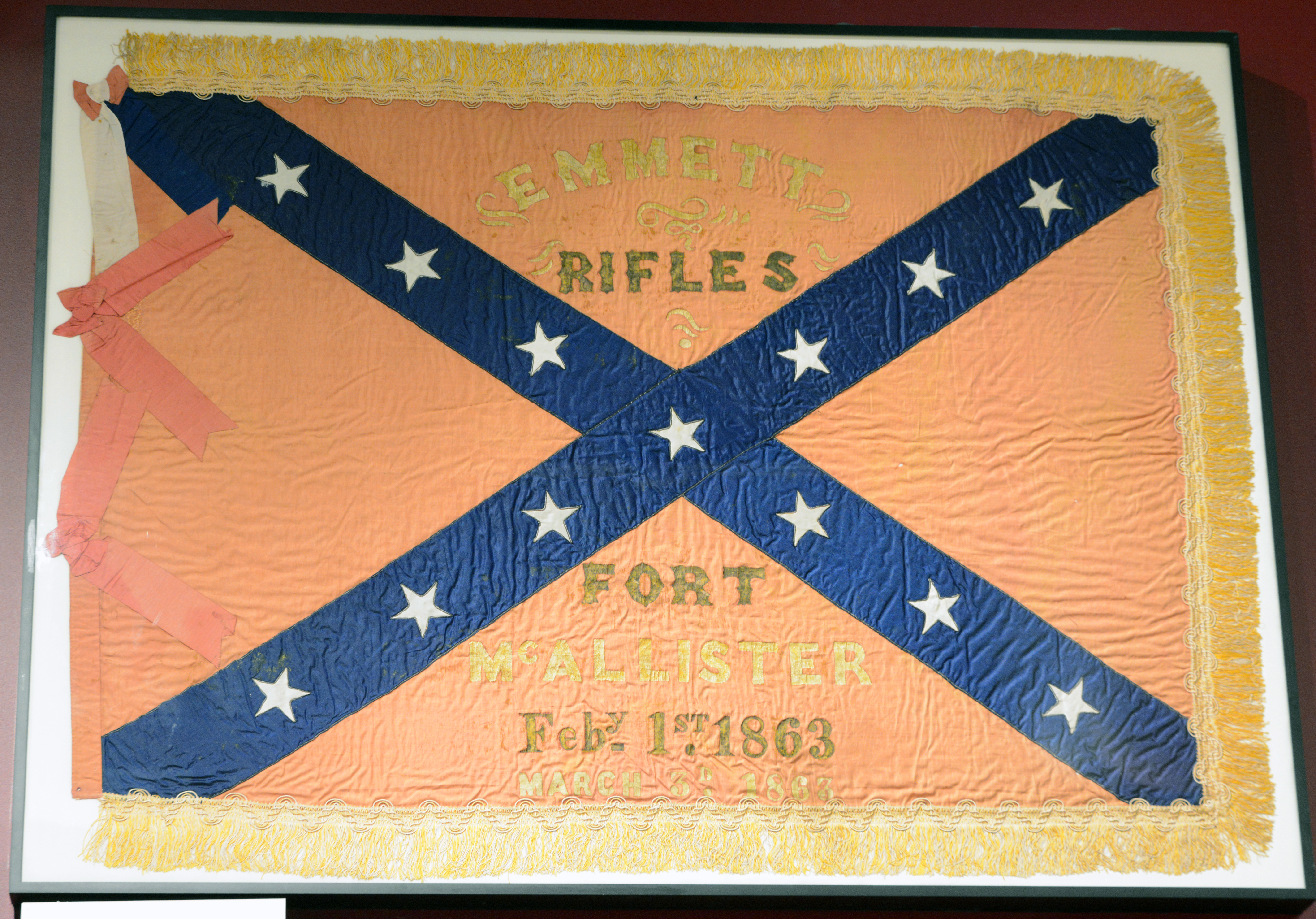
پرچم جنگ تفنگ‌های امت
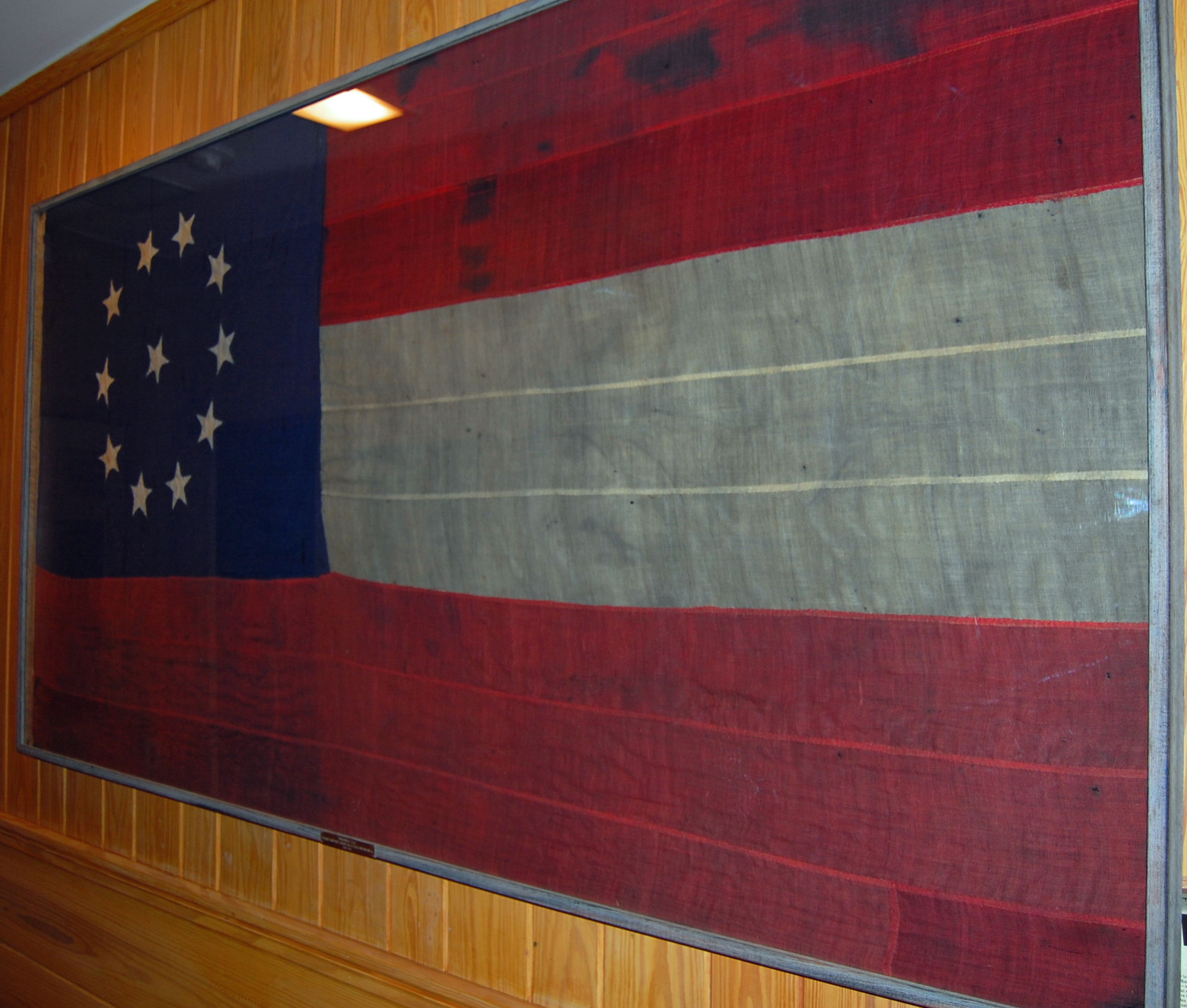
پرچم ملی کنفدراسیون از فورت جکسون گرفته شد
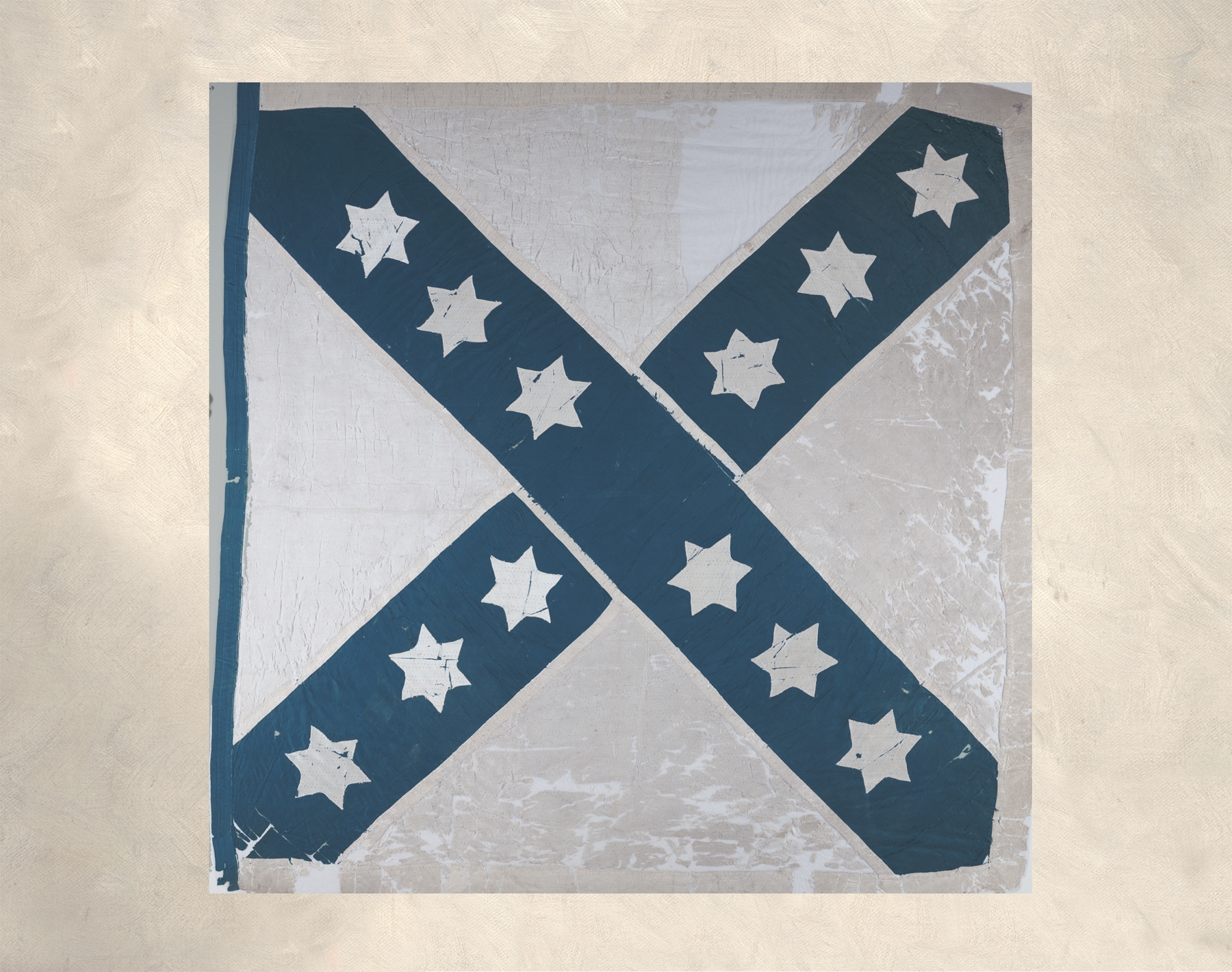
پرچم نبرد یازدهمین هنگ پیاده نظام میسیسیپی که در آنتی‌تام استفاده می‌شود
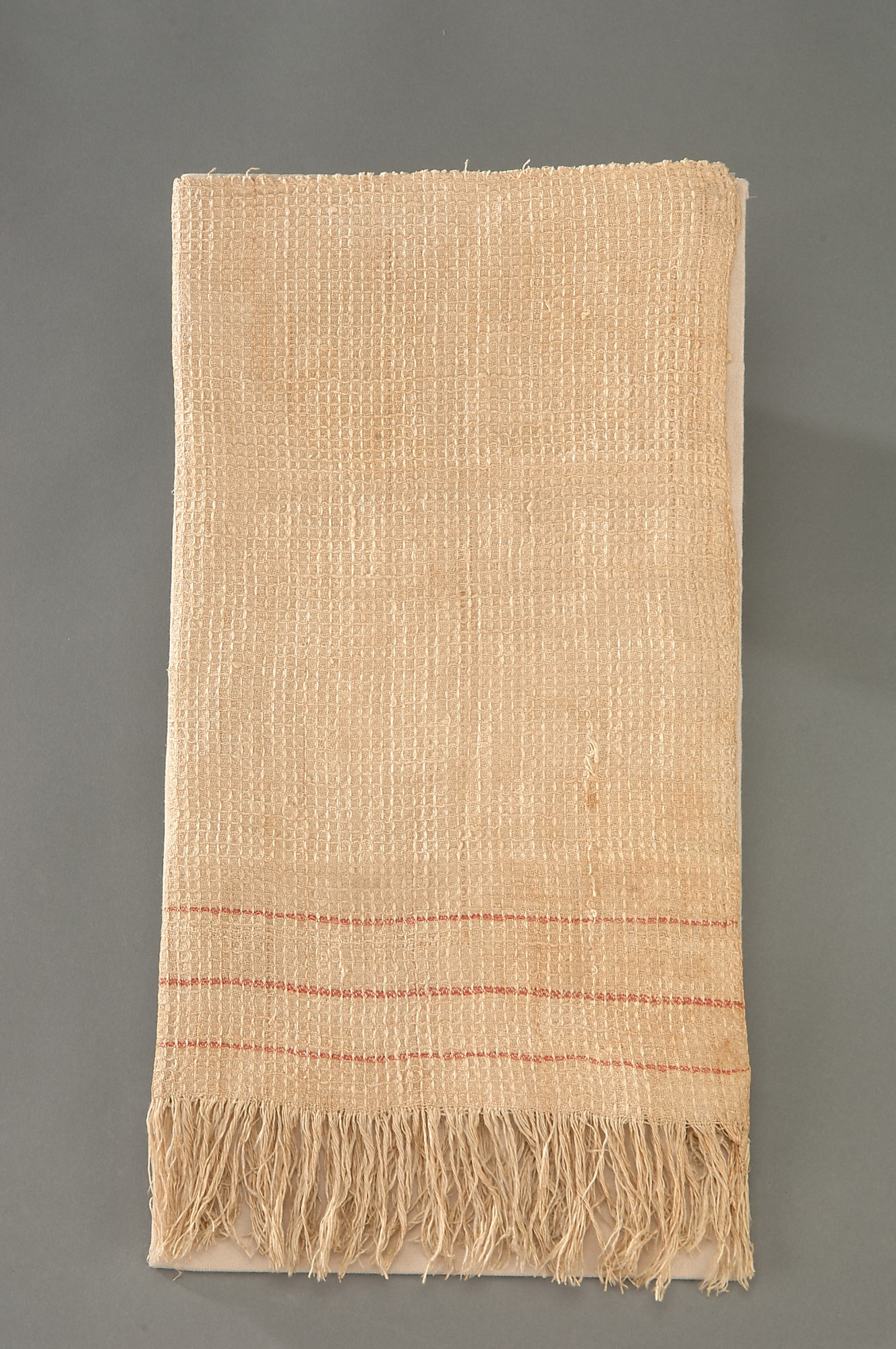
پرچم تسلیم ارتش ویرجینیای شمالی